# Quindina bella
Quindina bella is een hooiwagen uit de familie Nomoclastidae.